# Johanna Kempe

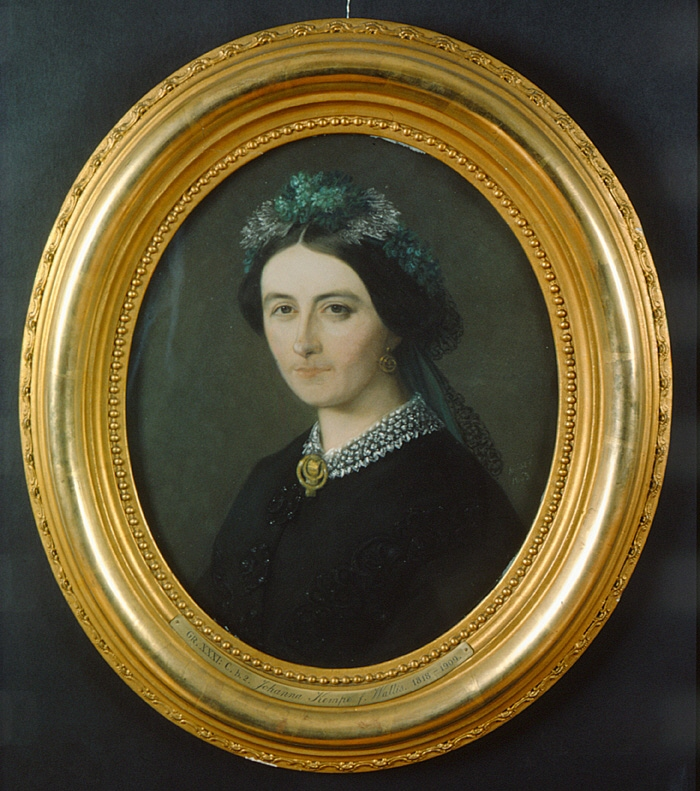
Johanna Kempe, född Wallis, år 1863. Porträtt från Hallwylska museets samlingar.

Johanna Kempe, född Wallis den 13 september 1818 i Stockholm, död där den 15 april 1909, var en svensk mecenat. Hon var gift med träpatronen och grosshandlaren Wilhelm Kempe (1807–1883), som grundade Ljusne-Woxna AB.

## Biografi
Släkten Wallis anses härstamma från Skottland eller England. Släkten var köpmän och skeppsredare och bodde sedan flera generationer tillbaka i Stralsund. Hennes far var Albrecht Baltzar Wallis (1788–1836) och hennes mor var Friederika Wallis (1794–1862), som också var dotter till sin mans syssling.
Hon växte upp i Stralsund och bodde vid Fährstrasse, granne med sin kusin och blivande make Wilhelm Kempe. Kusinerna hyste varma känslor för varandra under flera år innan de gifte sig år 1843. Hon var förmögen och giftermålet gynnade antagligen Wilhelm Kempes affärsverksamhet.
Wilhelm Kempe utvecklade sin verksamhet i Sverige och makarna bodde vid Kornhamnstorg vid Skeppsbron i Stockholm, en plats där Stockholms borgerskap, eller den så kallade "Skeppsbroadeln", slagit sig ned redan vid slutet av 1700-talet.

### Välgörenhet
Johanna Kempe engagerade sig för välgörenhet. 1877 stod hon bakom en "inbjudning till en basar till förmån för skandinavisk-etnografiska samlingens byggnadsfond", och 1883 stod hon bakom ett upprop till allmänheten till stöd för "Ett hem för gamla tjenarinnor". Under 1880- och 1890-talet var hon återkommande med i en grupp av "för anstalten intresserade fruntimmer" som undertecknade upprop för att samla in pengar för Malmqvistska Barnuppfostringsanstalten i Stockholm. 1907 omnämndes hon i en "Tacksägelse" för en gåva på 1 000 kronor till Stockholms Studenters Nykterhetsförbund och deras studenthem, och samma år omnämndes hon för att ha stött utsändandet av "Oscar II:s vandringsbibliotek" till "personer av svensk härkomst, hvar de träffas i världen".

### Familj
Johanna och Wilhelm Kempe fick tillsammans dottern Wilhelmina (1844–1930), som sedan gifte sig von Hallwyl och grundade det Hallwylska museet på Hamngatan i Stockholm.